# 曹貴子
曹貴子（1964年—）香港家庭醫生、商人、中共政治人物。他是康健國際創辦人、前非执行董事、康宏環球前股東、前执行董事、保良局丁酉年總理；也是香港賽馬會賽馬「何方人馬」、「放馬過來」的合夥馬主、政协第十三届广州市常务委员。仁愛堂第三十八屆董事局第四副主席。
他創立的康健國際遭到證監會勒令停牌，由其本人擔任董事的康宏環球更遭到廉政公署及証鑑會調查，四名現任及前任管理層被拘捕。有傳曹貴子控制在主板及創業板50間上市公司，涉及的上市公司總市值以百億元計

## 簡歷

### 早年生活
曹貴子父親是印度華僑曹金陸，經營木材生意，所以曹貴子亦在印度出生，後來曹家遇上中印邊境衝突，曹父被關進集中營後，家財散盡，之後曹家回到中國生活，不過中國又發生文化大革命，曹貴子八歲時再移居香港生活。
當時的曹貴子不諳英文，全靠父親到夜校學習英文，再回家教導兄弟二人。最後曹貴子成功考上港大醫學院。此前他就讀中華基督教會協和小學（1976年小六上午校，與藝人吳啟華為同學）和英華書院。

### 股壇玩家 沉迷財技
曹貴子等股壇玩家過去是透過控制連串上市公司，將個別上市公司股價推高，再利用槓桿尋求借貸，再炒高其他上市公司股價，用來維持借款能力，向證券行交待，但是最終都是依靠脫殼出售，尋求收入。上市公司在沒有真正業務和收入之際，又要養幾十家上市公司，有成本負擔，不可能提供足夠股息，這時候便缺乏足夠資金支持所需的財務成本，並成為今次事件的禍根。相信這次事件不單曹醫生一人，當中合作的莊家都受到牽連。其後曹向富豪蔡志明求援（有傳蔡是曹的背後金主），涉資二十億元，但蔡志明沒有借款予曹。

### 2019年串謀詐騙案（已裁決罪名不成立）
2019年5月16日，曹貴子被控一項串謀詐騙罪名。控罪指他涉嫌串謀詐騙聯交所及康宏董事局、股東和投資者，導致康宏的附屬公司以逾8900萬元收購他持有的一間投資公司，違反普通法。2020年11月30日，區域法院裁決，曹貴子及另外2名前高層被控一項串謀詐騙及一項公司董事作出虛假陳述罪，均罪名不成立。

### 2019年向星澈貸款未還案（已裁決抵押物業出售抵償）
曹貴子及其妻子歐翠儀曾於2019年3月向星澈有限公司貸款1億港元，並以大埔天賦海灣多個住宅單位和車位作為抵押。星澈於同年8月還款到期日入稟香港高等法院，追討本金和利息共1.18億港元，並要求收回上述抵押物業。同年10月提訊時，聆案官在被告不抗辯及不出席下裁定原告星澈勝訴，其後被告亦已將物業交予星澈。但因原告不是法定放債人，所以需要法庭特別頒令才能將物業出售。2020年4月23日，聆案官法庭提訊，在被告缺席下正式頒令星澈有權將涉案物業出售抵債。

### 其他欠債
曹貴子亦有大量其他欠債。截至2024年6月，曹貴子累計共欠債5.6億元，債主包括蔡志明、張恩祥、凌偉開、吳廷浩、陳志鋒、袁樹明等人。

## 專業資格
- 香港大學內外全科醫學士學位
- 香港家庭醫學學院院士
- 澳洲皇家全科醫學院院士
- 英國倫敦皇家醫學院小兒科文憑
- 愛爾蘭皇家內外科醫學院兒科文憑
- 格拉斯歌皇家內外科醫學院兒科文憑
- 英國卡的夫大學實用皮膚科文憑

## 持有資產
- 2013年斥資約一億元購入天賦海灣一期三座頂樓全層
- 用一個BVI持有18.85%康健國際股份當中的百分之九

## 关联条目
- 康健國際